# Amtsgericht Reichelsheim im Odenwald
Das Amtsgericht Reichelsheim im Odenwald war von 1904 bis 1968 ein hessisches Amtsgericht der ordentlichen Gerichtsbarkeit mit Sitz in Reichelsheim (Odenwald).

## Geschichte

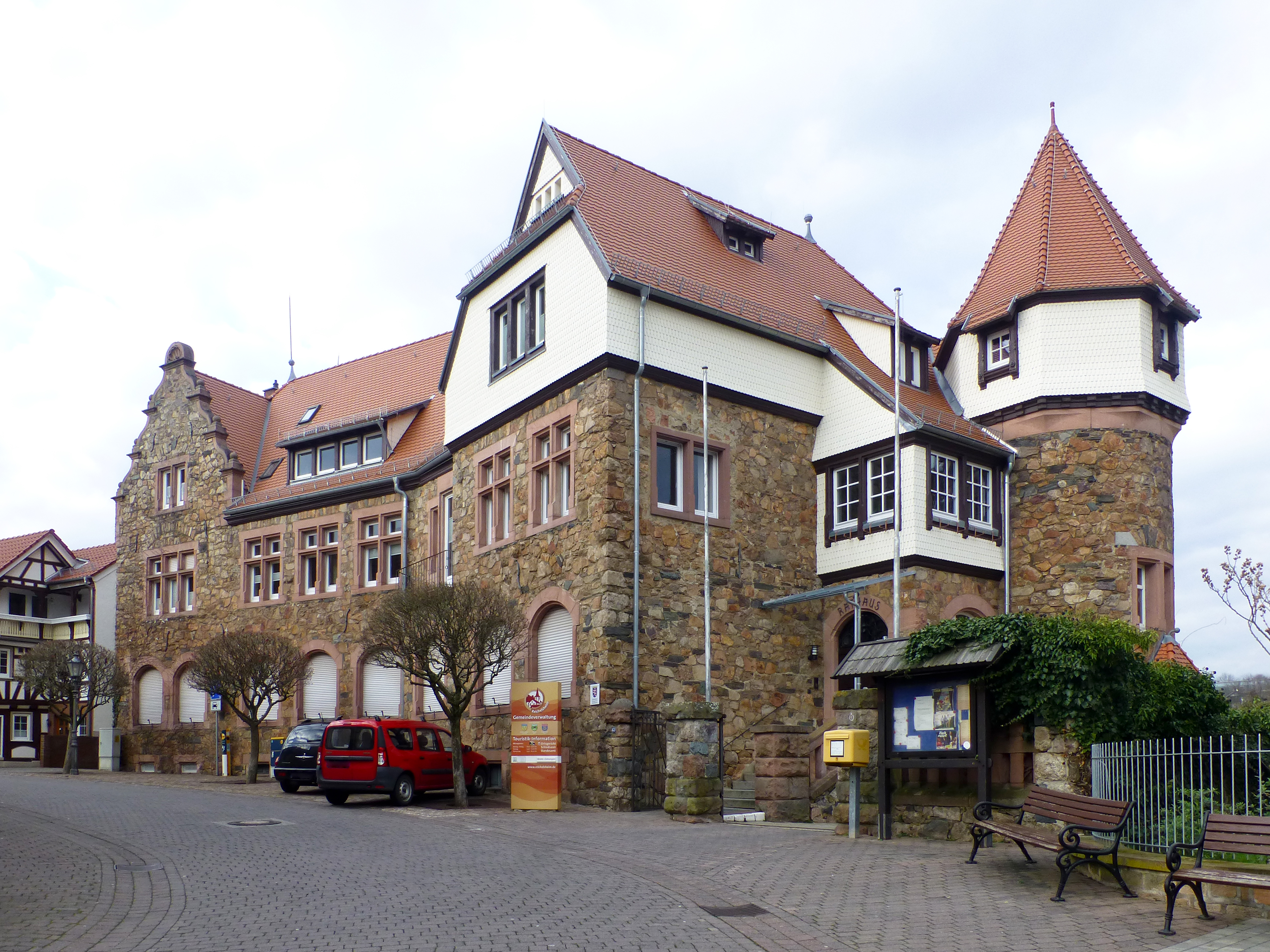
Rathaus von Reichelsheim, früher Amtsgericht

Am 1. März 1904 gab das Großherzogliche Ministerium der Justiz bekannt, dass am 1. April des Jahres das Amtsgericht Reichelsheim i. O. seine Tätigkeit aufnehme, und bestimmte, dass der Bezirk dieses Gerichts aus den Orten Bockenrod, Eberbach, Erzbach, Fränkisch-Crumbach mit Hof Bierbach, Erlau, Güttersbach und Michelbach, Frohnhofen, Groß-Gumpen, Kirch-Beerfurth, Klein-Gumpen, Laudenau, Nieder-Kainsbach, Ober-Gersprenz, Ober-Kainsbach, Ober-Klein-Gumpen, Ober-Ostern, Pfaffen-Beerfurth, Reichelsheim, Rohrbach mit Reichenberger Forst, Unter-Gersprenz, Unter-Ostern und Winterkasten gebildet wurde. Mit Wirkung vom 1. Juli 1904 wurden die Orte Affhöllerbach, Stierbach und Kilsbach vom Amtsgerichtsbezirk Höchst im Odenwald abgetrennt und diesem Amtsgerichtsbezirk zugeteilt. Am 1. Juli 1957 wurden auf Beschluss des hessischen Landtags aus dem Amtsgerichtsbezirk Höchst noch die Gemeinden Höllerbach und Wallbach eingegliedert. Das Amtsgericht Reichelsheim im Odenwald war im Instanzenzug dem Landgericht Darmstadt untergeordnet. 
Am 1. Juli 1968 erfolgte die Auflösung des Amtsgerichts, die Gemeinde Fränkisch-Crumbach wurde dem Amtsgericht Dieburg, die Gemeinden Laudenau und Winterkasten dem Amtsgericht Fürth und die restlichen Gemeinden des Amtsgerichtsbezirks Reichelsheim im Odenwald dem Amtsgericht Michelstadt zugelegt.

## Gerichtsgebäude
Das Gebäude des Amtsgerichtes in der Bismarckstraße 43 wurde 1902 eingeweiht und dient heute als Rathaus. Das komplexe, dem gebogenen Straßenverlauf folgende Gebäude in späthistoristischem Stil, mit Anklängen des Darmstädter Jugendstils steht unter Denkmalschutz.